# آمان (ألبوم)
آمان هو خامس ألبومات وأجددها للمطربة البنانيه ميريام فارس، صدر في عام 2015 وقد احتوى الألبوم على 13 أغنية.
حقق هذا الألبوم في وقت قصير نجاحا كبيرا في الوطن العربي.
كما تصدرت ميريام فارس بهذا الألبوم مسابقة أغاني أنغامي ويوجد في الألبوم 3 أغاني أصدروا قبل تاريخ إصدار الألبوم وهم (هالله هالله يا صبايا)،(كيفك أنت)، (دقوا الطبول)، وكما صورت أغنية نفسي اقولها لك بعد فترة قصيره من إصدار الألبوم،

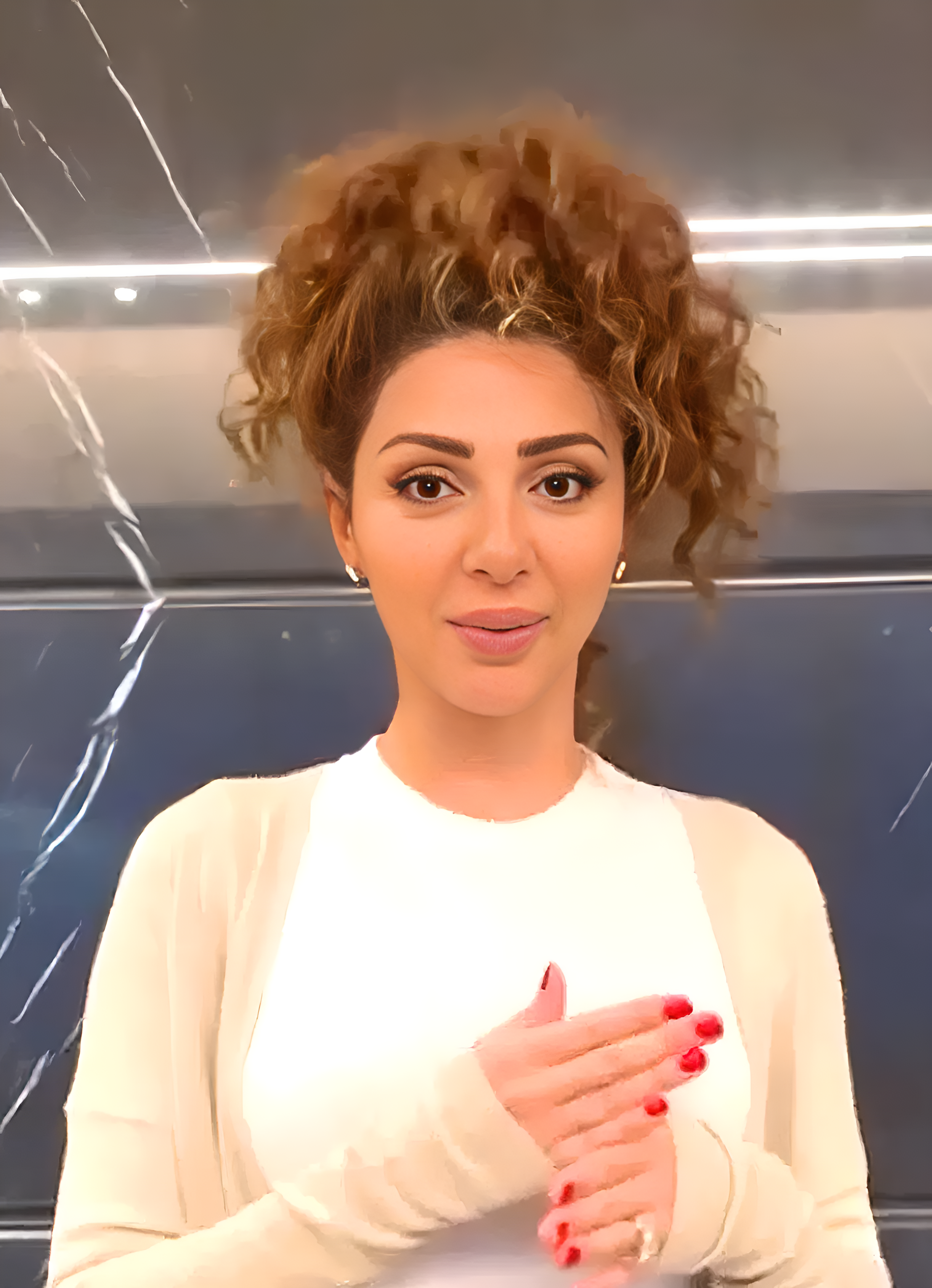
ميريام فارس صاحبة ألبوم آمان 2015

## الأغاني
- آمان (أغنية)
- غروك
- الزير
- انا غير
- بذمتك (أغنية)
- سمباتيكا
- شو بحب
- غافي
- ما ياني نوم
- نفسي اقولهالك (أغنية)
- هالله هالله يا صبايا
- دقوا الطبول (أغنية)
- كيفك أنت (أغنية)

صورت من الالبوم ثلاث اغاني هم:
- كيفك أنت 6 يونيو 2013
- دقو الطبول 7 نوفمبر 2014
- نفسي اقولهالك 10 فبراير 2015